# Iwan Łoginow
Iwan Łoginow (tudi rusko Иван Михайлович Логинов, Ivan Mihajlovič Loginov), poljski general, * 1892, † 1959.